# Bupleurum brevicaule
Bupleurum brevicaule är en flockblommig växtart som beskrevs av Diederich Franz Leonhard von Schlechtendal. Bupleurum brevicaule ingår i släktet harörter, och familjen flockblommiga växter. Inga underarter finns listade i Catalogue of Life.